# نيكي بول
نيكي بول (بالإنجليزية: Nikki Bull)‏ (2 أكتوبر 1981 في المملكة المتحدة - ) هو مدرب كرة قدم ولاعب كرة قدم بريطاني في مركز حراسة المرمى. شارك مع منتخب إنجلترا لكرة القدم C ‏. أما مع النوادي، فقد لعب مع أستون فيلا وكوينز بارك رينجرز ونادي برينتفورد ونادي مارغيت وويكمب وندررز ونادي هايز ونادي ألدرشوت تاون.

## وصلات خارجية
- نيكي بول على موقع قاعدة بيانات كرة القدم.إي يو (الإنجليزية)
- نيكي بول على موقع Soccerbase.com (لاعب) (الإنجليزية)